# Kazuhiro Haraguchi

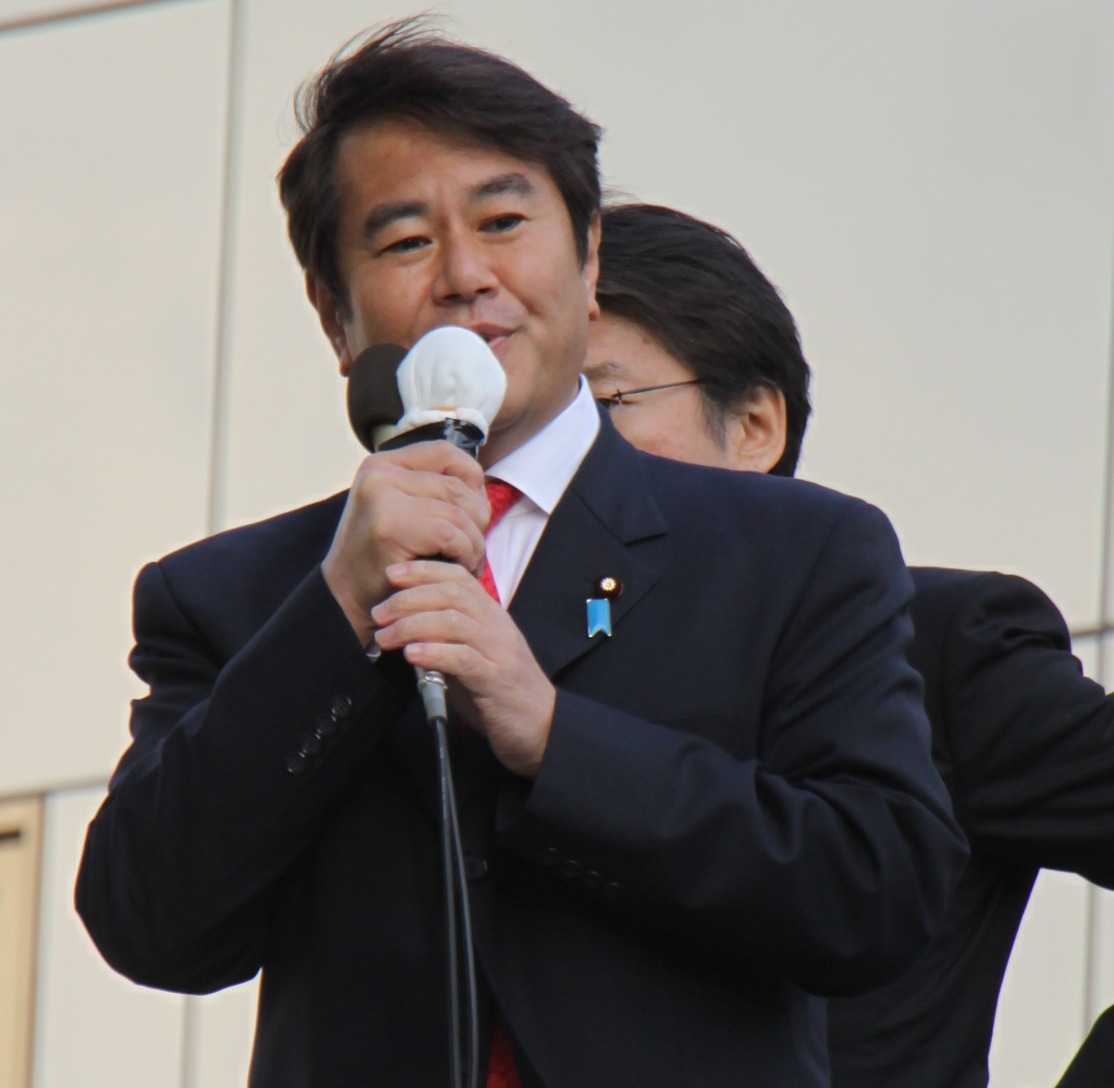
Kazuhiro Haraguchi

Kazuhiro Haraguchi (jap. 原口 一博 Haraguchi Kazuhiro; * 2. Juli 1959 in Saga, Präfektur Saga) ist ein japanischer Politiker (parteilos→Liberaldemokratische Partei (LDP)→Erneuerungspartei→Neue Fortschrittspartei (NFP)→Kokumin no Koe (~„Stimme des Volkes“)→Minseitō (~„Demokratische Partei“/„Partei für demokratische Politik“)→Demokratische Partei→Demokratische Fortschrittspartei→Demokratische Volkspartei→Konstitutionell-Demokratische Partei), Abgeordneter im Shūgiin, dem Unterhaus des Nationalparlaments, für den 1. Wahlkreis seiner Heimatpräfektur und ehemaliger Minister.

## Leben
Haraguchi, Absolvent der Universität Tokio, besuchte nach seinem Studienabschluss 1983 das Matsushita Seikei Juku (松下政経塾, engl. Matsushita Institute of Government and Management). 1987 wurde er zunächst als Unabhängiger ins Präfekturparlament Saga gewählt, 1991 für die LDP wiedergewählt. Bei der Shūgiin-Wahl 1993 versuchte er im Wahlkreis Saga (fünf Mandate), der die ganze Präfektur umfasste, als Unabhängiger den Sprung ins nationale Parlament, verpasste den fünfthöchsten Stimmenanteil aber knapp um rund 550 Stimmen.
Für die NFP wurde Haraguchi bei der Shūgiin-Wahl 1996 im neu geschaffenen Einzelwahlkreis Saga 1 erstmals gewählt und danach sechsmal für die Demokratische Partei, in der er sich der Hata-Gruppe anschloss, wiedergewählt – 2000, 2005 und 2012 nur über den Verhältniswahlblock Kyūshū. Im Shūgiin war er unter anderem Mitglied des Haushaltsausschusses und des Sonderausschusses für die Entführungsfrage. Er gehörte verschiedenen demokratischen Schattenkabinetten an.
Im September 2009 berief ihn der Parteivorsitzende und Premierminister Yukio Hatoyama als Minister für Allgemeine Angelegenheiten und Staatsminister für die „Beförderung der Souveränität der Regionen“ (地域主権推進, chiiki shuken suishin) in sein Kabinett. Unter Hatoyamas Nachfolger Naoto Kan behielt er diese Position bis zum September 2010. Danach war er bis 2012 Vorsitzender des Shūgiin-Ausschusses für Allgemeine Angelegenheiten.
Bei der demokratischen Niederlage bei der Shūgiin-Wahl 2012 verlor Haraguchi den Wahlkreis Saga 1 um rund 7.500 Stimmen an den ehemaligen Präfekturparlamentsabgeordneten Kazuchika Iwata (LDP), konnte aber mit seiner relativ knappen Wahlkreisniederlage eines der drei Verhältniswahlmandate der Demokraten im Block Kyūshū gewinnen. 2014 noch als Demokrat und 2017 wie alle verbliebenen DFP-Mitglieder als Unabhängiger besiegte er Iwata. 2021 als KDP-Kandidat gewann er mit nur 133 Stimmen Vorsprung gegen Iwata. 2024 gewann er mit über neun Prozentpunkten Vorsprung.
Von 2021 bis 2022 saß Haraguchi dem Rechnungs- und Verwaltungsaufsichtsausschuss im Shūgiin vor.
Haraguchi war, wie Premier Abe, viele Kabinettsmitglieder und zahlreiche LDP- und DPJ-Abgeordnete in beiden Kammern des Nationalparlaments, Mitglied der als revisionistisch geltenden Nippon Kaigi. Diese hat er 2015 verlassen.